# رائد الفريدي
رائد الفريدي (بالإنجليزية: Raed Al-Fraidi)‏؛ مواليد 28 سبتمبر 1993 في المدينة، السعودية، هو لاعب كرة قدم سعودي لعب سابقاً مع نادي الرائد .